# Little River (Kalifornia)
Little River – jednostka osadnicza w Stanach Zjednoczonych, w stanie Kalifornia, w hrabstwie Mendocino, nad Oceanem Spokojnym.